# Мозелски франки
Мозелски франки (на немски: Moselfranken) са една от трите групи франки. Те се разделят, както и салическите франки, през 420 г. от Рипуарските франки (или Рейнските франки) и тръгват през Рейн на Запад, и се засеслват на горен Рейн и на Мозел, а салическите франки отиват на Рейнската делта.
Днес мозелфранки се наричат, говорещите мозелфранконски, една диалектна група в Средна Франкония, който се говори в областта на Мозел предимно в Рейнланд-Пфалц, Люксембург и в северен Саарланд.